# Добив на нефт
Добивът на нефт е подотрасъл на добива на нефт и природен газ, извършващ производството на течния въглеводород нефт.
Секторът включва добива на течен нефт, както и извличането му от битуминозни шисти и битуминозен пясък. Той се извършва най-често със сондажи, включително изградени в морето. Нефтът е основна суровина за нефтопреработващата и други клонове на химическата промишленост, произвеждащи автомобилно гориво, пластмаси, и други.